# Банка Лефтерис
Банката Лефтерис (на гръцки: Ύφαλου Λευτέρης), известна в античността като Мирмексът (на гръцки: Μύρμηξ, Mравката), е плитчина в протока Скиатос, Гърция с минимална дълбочина 1,5 метра.
Разположена е в протока Скиатос на 4 km от остров Скиатос и на 2 km от континента при полуостров Магнезия, Волоско, Тесалия в Република Гърция. Плитчината има приблизителна дължина 170-180 m в направление С-Ю и ширина около 80 m. Недалеч от плитчината Лефтерис към западния бряг на остров Скиатос са разположени плитчините Елена, които допълнително стесняват източната част на протока.

## Античност
Първи сведения за плитчината дава Херодот в своите Истории във връзка с Битката при Артемизион – изолирано морско сражение при Втората персийска инвазия в древна Елада. През лятото на 480 година пр. Хр. бързоходна персийска ескадра от десет съгледвачески кораба прави обход от Термa (днешен Солун) към Скиатос, а три от тях засядат на плитчината. След инцидента по заповед на Ксеркс Мирмексът се маркира с мраморна колона, за да се осигури преминаването на основната персийска флотилия от Терма към Атина. Херодот също така споменава, че персийците разбрали за плитчината от Памон, местен островитянин от Скирос.
Това по същество е първото свидетелство за осигуряване на морска опасност с направено от човека инженерно съоръжение.

## Съвремие[3]
Към края на XIX и началото на XX век с нарастването на трафика по море все повече кораби в лоши навигациионни условия засядат на рифа, отдето вероятно плитчината получава съвременното име „Лефтерис“ (тя „освобождава“ корабите от товара им, на гръцки: ελευθέρωση).
След края на Първата световна война гръцката Флотска служба по фаровете, ръководена от контраадмирал Стелианос Ликудис решава да монтира автоматична навигационна светлина на банката Лефтерис. Покрай инженерните работи по монтажа флотските водолази от кораба „Пиниос“ откриват осем каменни диска с тегло от 700-1200 kg всеки, които по-късно са идентифицирани като останките на колоната на Ксеркс. Изработени са от доломит, добит от близка каменна кариера при нос Сепиас в източните поли на Пилио.
През 1928 година останките от колоната са извадени от морето и изложени пред Кадетското училище в Пирея, недалеч от статуята на Темистокъл – атинския стратег, осигурил победата над персийския цар в битката при Саламин.
В наши дни жителите на Скиатос правят подписка за преместването на колоната на Ксеркс в пристанището на острова.